# (6184) Nordlund
(6184) Nordlund (1987 UQ3) – planetoida z pasa głównego asteroid okrążająca Słońce w ciągu 3,54 lat w średniej odległości 2,32 j.a. Odkryta 26 października 1987 roku.